# ميغيل أنجيلو فاريا
ميغيل أنجيلو فاريا هو لاعب كرة قدم برتغالي في مركز الهجوم، ولد في 20 مارس 1995 في بورتو في البرتغال. لعب مع نادي ليتشويس.

## وصلات خارجية
- ميغيل أنجيلو فاريا على موقع قاعدة بيانات كرة القدم.إي يو (الإنجليزية)
- ميغيل أنجيلو فاريا على موقع Soccerway.com (الإنجليزية)